# Алекса Буха
Алекса Буха (Рибари, код Гацка, 21. новембар 1939) српски је филозоф, дипломата, политичар, академик, преводилац и сенатор.
Био је министар иностраних послова Републике Српске, преговарач у Дејтону 1995, један од водећих политичара Српске демократске странке, њен председник од јула 1996. године, и један од главних чланова Владе Републике Српске у периоду 1992 — 1998. године. Живи у Београду.

## Биографија
Алекса Буха је рођен 21. новембра 1939. године у Рибарима, Гацко, ондашњи Невесињски срез, у Краљевини Југославији. Гимназију је завршио у Мостару. Студирао је германистику и филозофију на Филозофском факултету у Сарајеву и на Слободном универзитету у Берлину. Докторску дисертацију под насловом „Марксизам Карла Корша” одбранио је на Филозофском факултету у Сарајеву 1975. Године 1971, изабран је за асистента а 1975. у звање доцента, 1980. за ванредног и 1986. за редовног професора за предмет Историја њемачке класичне филозофије и филозофија XIX вијека на Одељењу за филозофију и социологију Филозофског факултета у Сарајеву. Бавио се немачком класичном филозофијом и историјом марксизма. Преводио је значајне филозофске књиге и расправе са немачког и француског језика. Објављивао је чланке и студије у часописима: „Дијалог”, „Одјек”, „Преглед”, „Theoria”, „Опредјељења”.
Био је члан редакције часописа „Преглед” и уредник у познатој филозофској библиотеци „Логос” издавачке куће „Веселин Маслеша”. У политички живот се укључио 1990. као један од оснивача Српске демократске странке. На првим демократским изборима у СР БиХ крајем 1990. изабран је за посланика у Скупштини СР БиХ. Филозофски факултет у Сарајеву је напустио 1992. У првој Влади РС преузео је функцију министра спољних послова. Током распада Југославије и доласка страних дипломата, Алекса Буха је на положају министра спољних послова Републике Српске у ондашњем Српском Сарајеву. На функцији министра спољних послова Републике Српске је непрекидно у периоду 1992 — 1998, све до послератног преношења тог ресора на ниво БиХ. Био је главни представник Републике Српске у свим међународним мировним преговорима и преговорима за њено међународно признање закључно са онима у Дејтону. Након НАТО бомбардовања Републике Српске 1995. године, одмах затим и потписивања Дејтонског споразума, и након америчких притисака на Радована Караџића да напусти политику и Караџићевог повлачења из политичког живота, Алекса Буха је у јулу 1996. године изабран за председника Српске демократске странке, тада најпопуларније политичке странке у Републици Српској.
Алекса Буха је био професор филозофије на Универзитету у Бањалуци. Дана 21. јуна 2004. године изабран је за дописног члана Академије наука и умјетности Републике Српске. Изабран је за члана Сената Републике Српске 1996, и поново 2009. године. 
Буха је носилац високих одликовања Републике Српске: Орден Немањића и Орден Његоша.

## Дела
Објављене књиге:
- „Карл Корш — један отворени марксизам”, Београд, (1976)
- „Етика класичног њемачког идеализма”, хрестоматија етичке мисли, „Етос”, Сарајево, (1986)
- „Аргументи за Републику Српску”, Матица српска, Београд (1996)
- „Ка темељним извјесностима”, студије о Декарту, Канту и Хегелу, „Плато”, Београд, (1999)
- „Идеје versus историја”
- „Филозофија самоподсјећања”, „Плато”, Београд, (2010)